# لانگ‌مارک
لانگ‌مارک (به لاتین: Langemark) یک منطقهٔ مسکونی در بلژیک است که در لانژومرک-پوئلکپل واقع شده‌است. لانگ‌مارک ۳۱٫۶۷ کیلومتر مربع مساحت و ۵٬۰۸۴ نفر جمعیت دارد.